# جيمس تايلور جونيور (داعية)
جيمس تايلور جونيور (بالإنجليزية: James Taylor)‏ هو داعية أمريكي، ولد في 15 أبريل 1899 في نيويورك في الولايات المتحدة، وتوفي بنفس المكان في 14 أكتوبر 1970.